# ハマーの水車

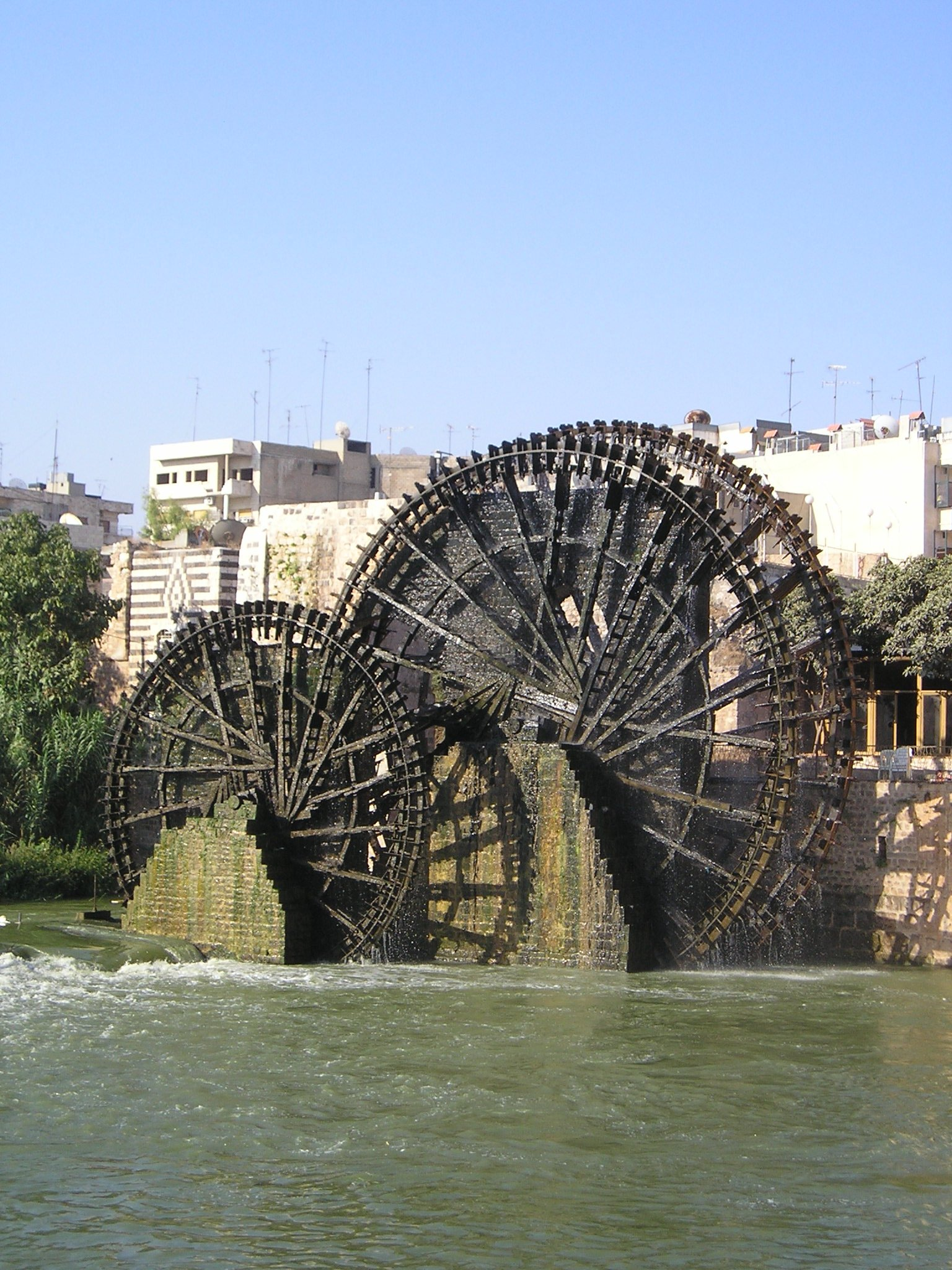
ハマーのアゼム宮殿の前方にある3基の水汲み水車（ノーリア）

ハマーの水車（ハマーのすいしゃ、英語: Norias of Hama、アラビア語: نواعير حماة）は、シリアの都市ハマーのオロンテス川沿いにある水汲み水車（ノーリア、英語: noria、アラビア語: ناعورة, nā‘ūra）群である。当初の木製水車17基だけが残る。それらの水車は今ではほとんど使われておらず、景観に配慮した目的を果たしている。それらは「これまでに構築された最も壮麗な水汲み水車」と称されてきた。ハマーの水車は、1999年8月にシリア・アラブ共和国より世界遺産の暫定リストとして提出された。

## 歴史

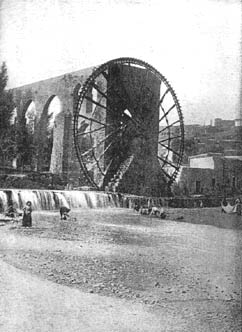
20世紀初頭のアル＝モハンメディーエ (al-Muhammadiye)

ハマーの水車を示す最古の証拠は、それらが東ローマ帝国（ビザンティン帝国）時代に開発されたことを示唆するが、今日、ハマーにある水車はいずれもアイユーブ朝の時代以前のものではない。しかし、西暦469年にさかのぼるアパメアで発見されたモザイクは水車を描写し、ハマーのものと非常に似ることから、それらがより以前に起源をもつ可能性を示唆している。現在では使用されていない17基の水汲み水車が残存する。

## 概要
水汲み水車は、水を低いところからより高いところに引き上げる機能を果たす。製粉所に見られる水車と異なり、この水車はほかにどの過程も機械的な力を供給しない。水汲み水車はその全高より少し低い位置まで水を汲み上げることができる。
ハマーの水汲み水車は、最大で直径約20メートルと、世界で最も大きい。その最大の水車はアル＝モハンメディーエ（al-Muhammadiye、アル＝ムハマディーヤ、al-Muhammadiyah）と呼ばれる14世紀に構築された西側の水車で、1977年に補修されている。かつてはこの水車からハマーの大モスクに送られる水が汲み上げられていた。